# Karleby svenska församling

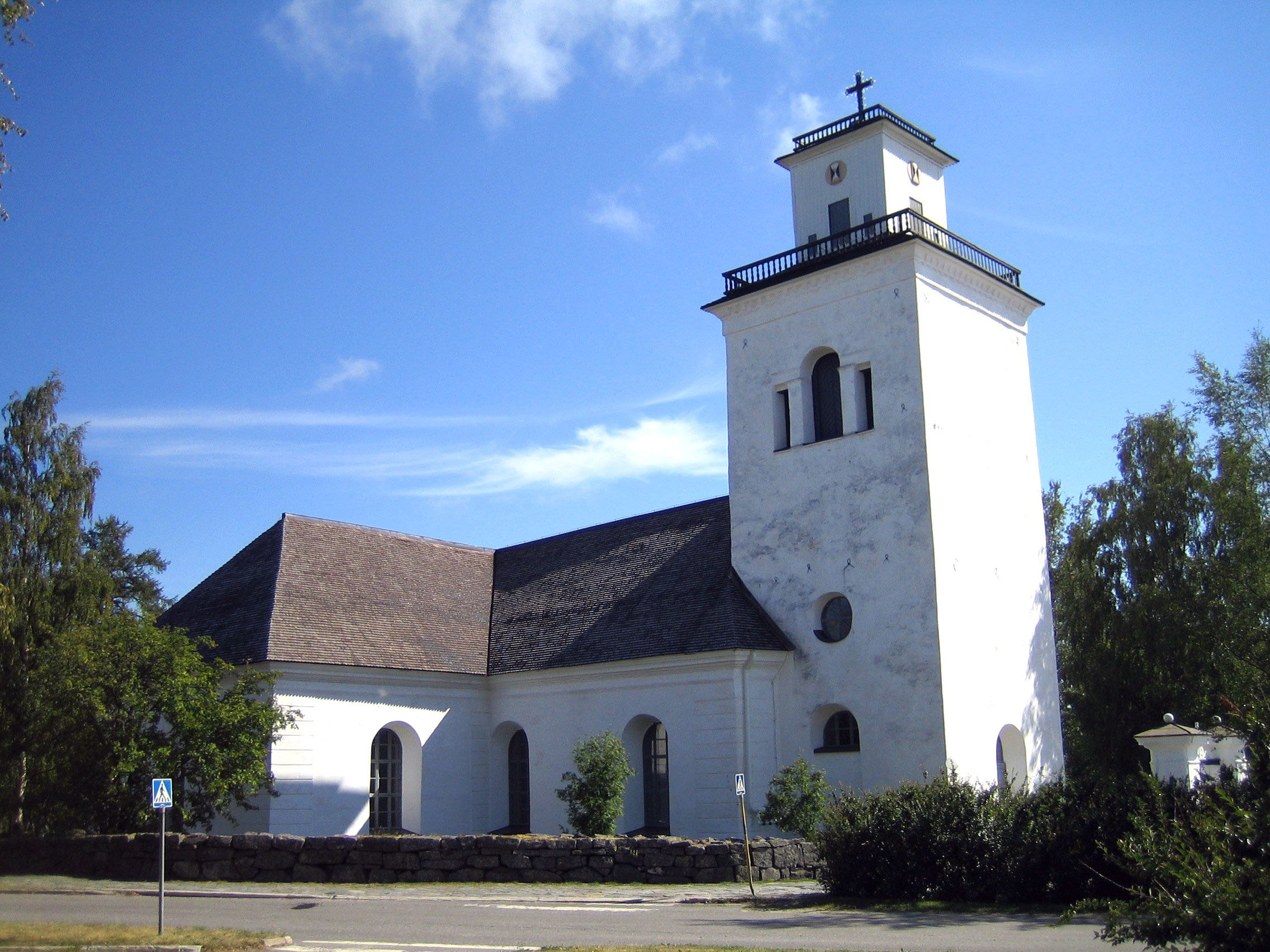
Karleby kyrka

Karleby svenska församling är en svenskspråkig församling i Pedersöre prosteri inom Borgå stift i Evangelisk-lutherska kyrkan i Finland. Till församlingen hör 5 859 svenskspråkiga kyrkomedlemmar (08/2018) som bor i Karleby. 
Kyrkoherde i Karleby svenska församling är Per Stenberg.

## Kyrkor
- Gamlakarleby stadskyrka (1960)
- Karleby kyrka (1400-talet)
- Tankar kyrka (1754)
- Yxpila kyrka (1968)
- Öja bykyrka (1951)